# ثورة بروناي
ثورة بروناي هي ثورة اندلعت في ديسمبر 1962 في محمية بروناي البريطانية بقيادة المعارضين للنظام الملكي والاندماج المقترح في اتحاد ماليزيا. كان المتمردون أعضاء في الجيش الوطني لشمال كليمنتان TNKU، وهي ميليشيا تدعمها إندونيسيا وترتبط بحزب الشعب في بروناي (BPP) اليساري، الذي فضّل اتحاد شمال بورنيو. بدأ الجيش الوطني لشمال كليمنتان هجمات منسقة على قرية سيريا الغنية بالنفط (مستهدفين التجهيزات النفطية الخاصة بشركة رويال داتش شل)، وكذلك أقسام الشرطة، والمرافق الحدودية عبر المحمية. بدأت الثورة في الانهزام في خلال ساعات، إذ فشلت في تحقيق أهدافها الأساسية مثل السيطرة على بندر سري بكاوان والقبض على السلطان عمر علي سيف الدين الثالث. تأثرت الثورة بقرار السلطان في عام 1963 بعدم الانضمام إلى ماليزيا. تُرى الثورة كأحد الخطوات الأولى للمواجهة الإندونيسية الماليزية.

## الخلفية
تكون الجزء الشمالي من جزيرة بروناي من ثلاثة أقاليم بريطانية: مستعمرات ساراواك وشمال بورنيو (سوف تُسمى لاحقًا صباح) ومحمية سلطنة بروناي. أصبحت بروناي محمية بريطانية في 1888، بمساحة تقارب 2,226 ميلًا مربعًا  (5,800 كيلومتر مربع) وبلغ عدد سكانها قرابة 85,000 نسمة. كان أكثر من نصف السكان من الملايو، وكان الربع من الصينيين، بينما كانت البقية من شعب الداياك، السكان الأصليين لبورنيو. اكتُشف النفط في 1929 بالقرب من سيريا، وحصلت بروناي على عائدات ضخمة بسبب امتياز شركة شل. وقعت العاصمة، المُسماة وقتها بقرية بروناي، على النهر على مسافة 10 أميال (20 كيلومترًا) من الساحل.
في عام 1959، أسس السلطان، عمر علي سيف الدين الثالث، السلطة التشريعية التي عُين نصف أعضاؤها وانتُخب النصف الآخر. عُقدت الانتخابات في سبتمبر 1962 وفاز حزب الشعب في بروناي بكافة المقاعد المُتنافَس عليها.
بين عامي 1959 و 1962، دخلت المملكة المتحدة ومالايا وسنغافورة وشمال بورنيو وساراواك في مفاوضات لتكوين اتحاد ماليزي جديد. ولكن الفلبين وخصوصًا إندونيسيا عارضتا أي تحرك باتجاه توحيد شمال بورنيو وساراواك مع الاتحاد الجديد. تعززت تلك المعارضة الخارجية للتوحيد من خلال انتشار المشاعر الرافضة للاتحاد في ساراواك وبروناي ذاتها. كان حزب الشعب في بروناي مفضلًا الانضمام لماليزيا في حالة توحيد المستعمرات الملكية الثلاثة في شمال بورنيو (البالغ تعدادهم قرابة 1.5 مليون، نصفهم من شعب الداياك) تحت راية سلطنة بروناي. اعتُقد أن السلطنة الناتجة عن ذلك الاتحاد ستكون قوية بما يكفي لمقاومة هيمنة مالايا أو سنغافورة، أو حكام مالايا أو التجار الصينيين. كانت المعارضة المحلية والمشاعر المعادية لخطة الاتحاد الماليزي ناقصة التمثيل في الكتابات التاريخية بخصوص تمرد بروناي والمواجهة الإندونيسية الماليزية اللاحقة. في حقيقة الأمر، انتظرت القوى السياسية في ساراواك الاستقلال الوطني لفترة طويلة كما وُعدوا (ولكنه توقف لاحقًا) عن طريق الراجاس الأبيض الأخير لساراواك، تشارلز فينير بروك، في عام 1941.
اعتُبر مقترح شمال كاليمانتان، الذي قدمته المعارضة المحلية لخطة الاتحاد الماليزي، بديلًا يصلح لفترة ما بعد إنهاء الاستعمار. اعتمدت المعارضة المحلية في أراضي بورنيو بشكل أساسي على الاختلافات الاقتصادية والسياسية والتاريخية والثقافية بين ولايات بورنيو وشبه جزيرة ملايو، بالإضافة إلى عدم رغبتهم في التعرض للهيمنة السياسية من شبه الجزيرة.
ولكن قبل نجاح حزب الشعب في بروناي خلال الانتخابات، ظهر جناح عسكري، الجيش الوطني لشمال كليمنتان (المعروف اختصارًا بـ TNKU)، والذي اعتبر نفسه حزبًا تحرريًا مناهضًا للاستعمار. كان تعاطف الحزب يميل تجاه إندونيسيا التي اعتبروها قدمت أوراق اعتماد «تحررية» أفضل من مالايا وسنغافورة. عاش قائدهم آي إم أزهاري البالغ من العمر 34 عامًا في إندونيسيا وكان على تواصل مع عملاء المخابرات الإندونيسية. جند أزهاري العديد من الضباط الذين تدربوا على الحرب السرية في إندونيسيا. بنهاية عام 1962، تمكنوا من حشد أكثر من 4000 رجل، وبعض الأسلحة الحديثة وقرابة 1000 بندقية.